# Михальский, Артур
Артур Антони Михальский (пол. Artur Antoni Michalski, род. 5 мая 1962, Варшава, Польша) — польский дипломат и журналист. Посол Польши в Молдавии (2012—2017 гг.) и Белоруссии (2018—2023 гг.).

## Биография
Выпускник Академии католического богословия в Варшаве.
С 1991—1996 годах работал в посольстве в Российской Федерации. В 1996—1997 годах руководил отделом исследований России Центра восточных исследований. В 1997—2000 годах работал в Департаменте Восточной Европы Министерства иностранных дел Польши. В 2000—2004 годах был советником посольства в США. С 2004 по 2006 год работал в Департаменте Америки. В 2006—2010 годах работал в посольстве в Канаде, где, в частности, исполнял обязанности руководителя. После возвращения был заместителем директора, а позже директором Восточного департамента. С 2012 по 2017 год был Чрезвычайным и Полномочным Послом Республики Польша в Республике Молдова. С августа 2017 года директор Восточного департамента. 15 мая 2018 года Президент Республики Польша назначил Артура Михальского Чрезвычайным и Полномочным Послом Республики Польша в Республике Беларусь. Снят с должности посла 31 августа 2023 года.